# Flugplatz Watulino

i7
i11
i13
Der Flugplatz Watulino (ICAO-Code UUMW) ist ein Flugplatz in der Oblast Moskau.
Der Flugplatz liegt fünf Kilometer südwestlich der Stadt Rusa.